# Cryphia gea
Cryphia gea là một loài bướm đêm trong họ Noctuidae.